# Caradocia godmani
Caradocia godmani är en insektsart som beskrevs av Robert Malcolm Laing 1923. Caradocia godmani ingår i släktet Caradocia och familjen rundbladloppor.
Artens utbredningsområde är Panama. Inga underarter finns listade i Catalogue of Life.